# 安东尼奥·巴斯克斯
安东尼奥·巴斯克斯（西班牙語：Antonio Vázquez，1961年1月26日—），西班牙男子射箭运动员。他曾代表西班牙参加1980年、1988年、1992年和1996年夏季奥林匹克运动会射箭比赛，其中1992年奥运会获得一枚金牌。